# Botryllocarpa viridis
Botryllocarpa viridis är en sjöpungsart som först beskrevs av Pizon 1908.  Botryllocarpa viridis ingår i släktet Botryllocarpa och familjen Styelidae. Inga underarter finns listade.